# Jorge González Asensi
Jorge González Asensi (Valencia, España, 29 de octubre de 1998) es un futbolista español. Juega de centrocampista y su equipo actual es el Louisville City FC de la USL Championship de Estados Unidos.

## Trayectoria

### Inicios
González jugó al fútbol universitario para los Mercyhurst Lakers de la Universidad Mercychurst en 2016, donde anotó 14 goles y dio 4 asistencias en 18 encuentros.
Al año siguiente fue transferido a la Universidad Edwardsville del Sur de Illinois. En sus tres años en los SIU Edwardsville Cougars anotó 18 goles en 50 partidos.
En su etapa como universitario, González jugó para el Chicago FC United de la USL League Two en 2019.
El 13 de enero de 2020 fue seleccionado por Los Angeles FC en el Superdraft de la MLS 2020. Sin embargo, no firmó contrato con el club.

### Portland Timbers 2
El 5 de marzo de 2020 fichó por el Portland Timbers 2 de la USL Championship. Debutó profesionalmente el 3 de agosto, como titular en la victoria por 4-0 sobre el Tacoma Defiance. En su única temporada en Portland, anotó 8 goles en 10 partidos.

### Louisville City FC
En abril de 2021, renueva por el Portland Timbers de la Major League Soccer y lo cede al Louisville City FC de la USL Championship, la segunda categoría del fútbol estadounidense. En su primera temporada en Louisville City FC se vería obligado a permanecer fuera hasta junio debido a una lesión en la ingle. Al recuperarse de su lesión, González disputó 21 partidos, en los que anotó cuatro goles.
En enero de 2022, al terminar su contrato con Portland Timbers, firma en propiedad por Louisville City FC de la USL Championship.

## Estadísticas
Actualizado al último partido disputado el 4 de octubre de 2020.
| Club                              | Div.          | Temporada     | Liga  | Liga  | Copas nacionales | Copas nacionales | Copas internacionales | Copas internacionales | Total | Total |
| Club                              | Div.          | Temporada     | Part. | Goles | Part.            | Goles            | Part.                 | Goles                 | Part. | Goles |
| --------------------------------- | ------------- | ------------- | ----- | ----- | ---------------- | ---------------- | --------------------- | --------------------- | ----- | ----- |
| Chicago FC United Estados Unidos  |               |               |       |       |                  |                  |                       |                       |       |       |
| 4.ª                               | 2019          | 4             | 2     | -     | -                | -                | -                     | 4                     | 2     |       |
| Total club                        | Total club    | 4             | 2     | 0     | 0                | 0                | 0                     | 4                     | 2     |       |
| Portland Timbers 2 Estados Unidos |               |               |       |       |                  |                  |                       |                       |       |       |
| 2.ª                               | 2020          | 10            | 8     | -     | -                | -                | -                     | 10                    | 8     |       |
| Total club                        | Total club    | 10            | 8     | 0     | 0                | 0                | 0                     | 10                    | 8     |       |
| Total carrera                     | Total carrera | Total carrera | 14    | 10    | 0                | 0                | 0                     | 0                     | 14    | 10    |